# حسین رابط
حسین رابط (انگلیسی: Hocine Rabet؛ زادهٔ ۶ مارس ۱۹۵۳) بازیکن فوتبال اهل الجزایر بود.
از باشگاه‌هایی که در آن بازی کرده‌است می‌توان به باشگاه فوتبال اتحاد الجزایر اشاره کرد.
وی همچنین در تیم ملی فوتبال الجزایر بازی کرده‌است.